# Островно (Витебская область)
Остро́вно (бел. Астроўна) — агрогородок (до 2005 года — деревня), центр Островенского сельсовета в Бешенковичском районе Витебской области Беларуси. Расположен на берегах озёр Островно, Долгое и Полховка. Через Островно проходит автомобильная дорога М3 (Минск—Витебск), расположен в 32 км к северо-востоку от городского посёлка Бешенковичи и в 26 км к западу от города Витебск.

## Этимология
Наиболее крупное озеро, на берегу которого располагается посёлок, носит название Островно или Островенское, так как на нем расположены три острова.

## История

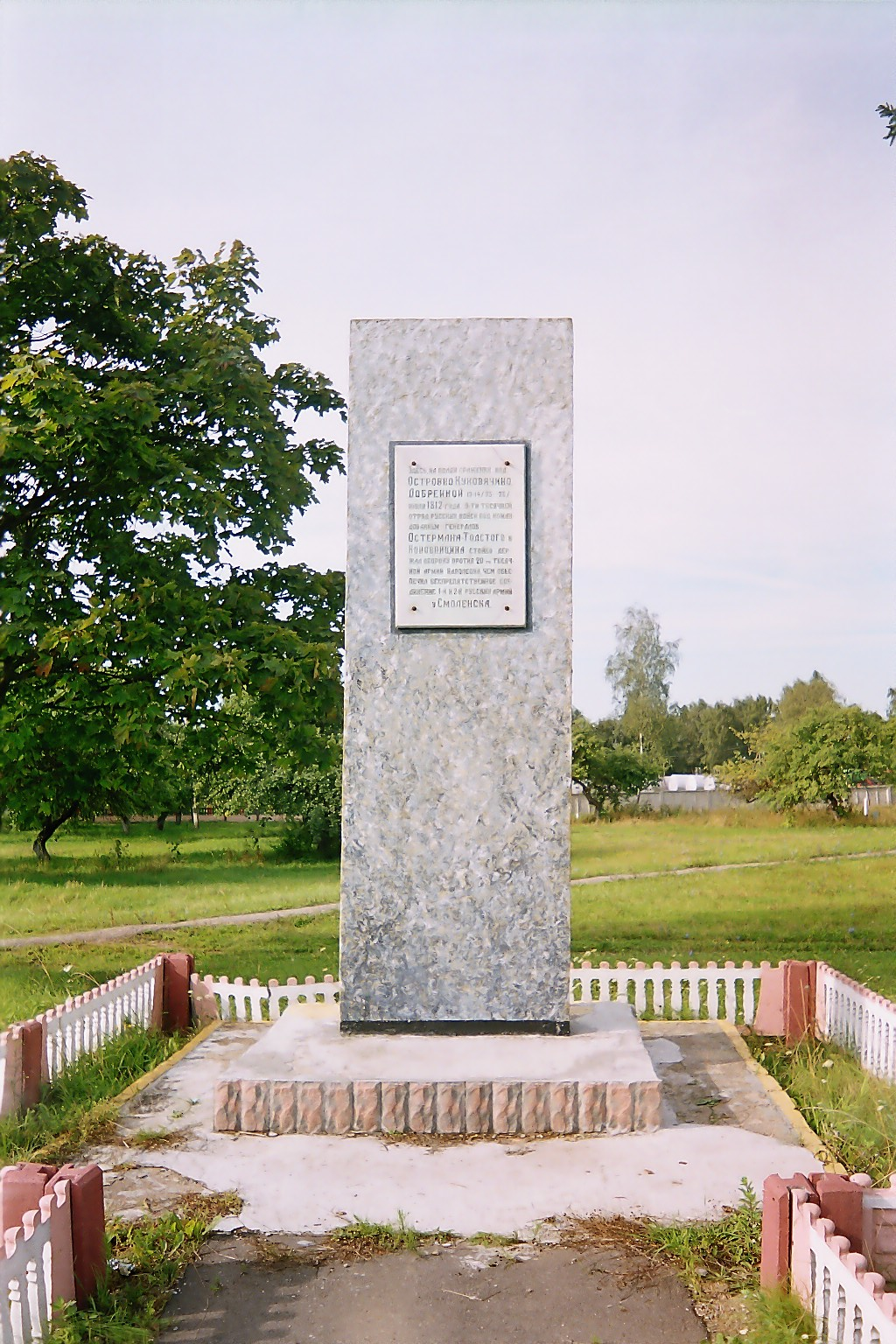
Обелиск у Островно в честь Битвы под Островно 1812 года (1962)

В первой четверти XVI века был заложен Островенский замок, а в 1622 году в Островно был основан монастырь доминиканцев. Поселение являлось собственностью рода Сапег. 4 апреля 1557 года в Островно родился Лев Сапега.
С 1772 года — в составе Российской империи, центр волости Сенненского уезда. В конце XVIII века в Островно насчитывалось 97 жителей, ежегодно проводилась ярмарка.
В 1812 году произошла «Битва под Островно» между французским авангардом и частями Западной российской армии.
С 2005 года Островно получило статус агрогородка.

## Предприятия и организации
На территории агрогородка находятся Дом культуры, амбулатория, музыкальная и средняя школа-сад.

## Культура
- Дом культуры
- Музей ГУО "Островенская средняя школа Бешенковичского района имени К. А. Абазовского"

## События и мероприятия
- Праздник духовной культуры и народного творчества «Троицкий фестиваль», который ежегодно проходит в День Святой Троицы

## Достопримечательности

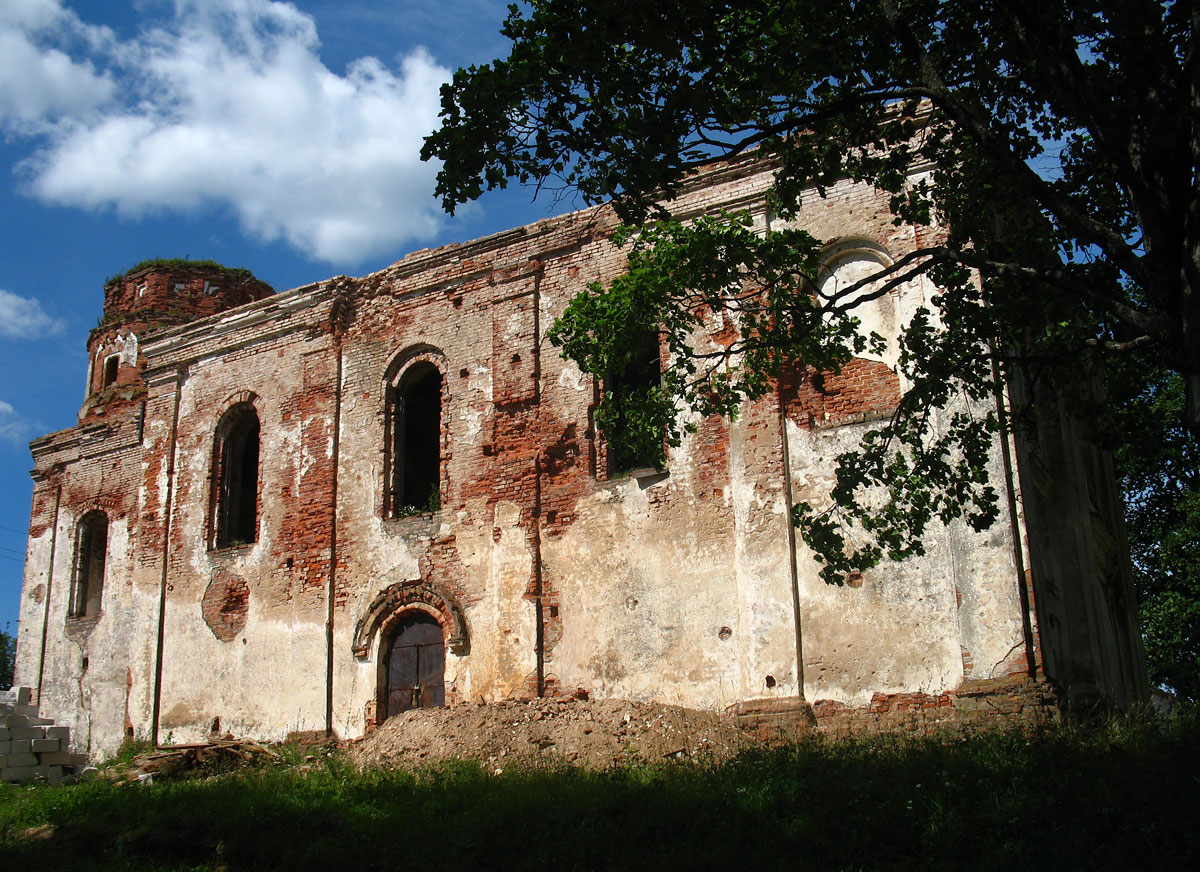
Православная церковь Святой Троицы (бывший римско-католический храм)

- Православная Свято-Троицкая церковь (XVI век). Действует с 17 июля 2006 года.
- Руины здания семинарии (1905)

### Памятник, скульптура
- Обелиск на могиле жителей Островно, расстрелянных немецко-фашистскими захватчиками (1956)
- Обелиск в честь Битвы под Островно 1812 года (1962)
- Памятник землякам, погибшим во время Великой Отечественной войны (1968)
- Памятник на могиле советских воинов (1969)